# رئيس وزراء سريلانكا
رئيس وزراء سريلانكا رسميًا رئيس وزراء جمهورية سريلانكا الديمقراطية الاشتراكية، هو العضو الأقدم في مجلس الوزراء . وهو ثاني أقوى منصب في السلطة التنفيذية في سريلانكا بعد منصب الرئيس من هو الرئيس التنفيذي الدستوري ويتحمل مجلس الوزراء المسؤولية الجماعية أمام البرلمان عن سياساته وأفعاله. لقد تغيرت صلاحيات ووظائف رئيس الوزراء عدة مرات منذ إنشاء منصبه في عام 1947.
هاريني أماراسوريا هو رئيس الوزراء السادس عشر والحالي لسريلانكا، يشغل منصبه منذ 24 سبتمبر 2024.

## التعيين
يقوم الرئيس بتعيين أحد أعضاء البرلمان رئيسا للوزراء، وهو الذي يرى الرئيس أنه "من المرجح أن يحظى بثقة البرلمان". ويتولى رئيس الوزراء منصبه طوال الفترة التي يستمر فيها مجلس الوزراء في أداء مهامه بموجب أحكام الدستور، ما لم يستقيل رئيس الوزراء من منصبه أو يتوقف عن كونه عضوًا في مجلس النواب.

## الصلاحيات والدور
بموجب دستور سولبيري ، تم إنشاء منصب رئيس الوزراء في عام 1947 باعتباره رئيس حكومة سيلان في نظام وستمنستر . في عام 1978، بموجب التعديل الثاني للدستور الجمهوري لعام 1972 ، تم نقل الكثير من صلاحيات رئاسة الوزراء إلى الرئاسة التنفيذية كرئيس للحكومة ورئيس لمجلس الوزراء بالإضافة إلى كونه رئيسًا للدولة . ونتيجة لذلك، أصبح رئيس الوزراء عضوا بارزا في مجلس الوزراء وخليفة للرئيس. يشغل رئيس الوزراء منصب نائب الرئيس إذا كان كلاهما من نفس الحزب السياسي. في بعض المناسبات، عندما لا يكون الرئيس من حزب الأغلبية في البرلمان أو يتم تشكيل حكومة وطنية، يتم تعيين رئيس الوزراء من حزب مختلف عن حزب الرئيس. وفي مثل هذه الحالة، يصبح رئيس الوزراء بمثابة رئيس الحكومة بحكم الأمر الواقع . في عام 2015، أعاد التعديل التاسع عشر درجة معينة من الصلاحيات إلى رئيس الوزراء.
يأتي رئيس الوزراء في المرتبة الثانية في ترتيب الأولوية بعد رئيس الجمهورية. ويكون رئيس الوزراء عضوا في المجلس الدستوري ومجلس الأمن القومي والعضو الأقدم في مجلس الوزراء.

## المستشار الرئيسي للرئيس
بموجب الدستور، يتمتع رئيس الوزراء بسلطة رسمية لتقديم المشورة للرئيس بشأن:
- تعيين أو إقالة أو قبول استقالة الوزراء وغير الوزراء.
- تغيير المواضيع الموكلة إلى الوزراء.

## الخلافة الرئاسية
بموجب الدستور، إذا أصبح منصب الرئيس شاغراً، فإن رئيس الوزراء " يقوم بمهام الرئيس خلال الفترة بين حدوث هذا الشغور وتولي الرئيس الجديد منصبه، ويعين أحد الوزراء الآخرين في مجلس الوزراء ليقوم بمهام رئيس الوزراء". وفي مثل هذه الحالة، إذا كان منصب رئيس الوزراء شاغراً أو كان رئيس الوزراء غير قادر على القيام بمهامه، يقوم رئيس مجلس النواب بمهام رئيس الجمهورية بدلاً منه.
يجوز للرئيس تعيين رئيس الوزراء لممارسة وأداء وتصريف صلاحيات وواجبات ووظائف منصب الرئيس لفترة لا يتمكن فيها الرئيس من ممارسة وأداء وتصريف صلاحيات وواجبات ووظائف منصبه بسبب المرض أو الغياب عن سريلانكا أو لأي سبب آخر.

## امتيازات المنصب

### المقر الرسمي والمكتب
المقر الرسمي لرئيس الوزراء هو منزل رئيس الوزراء المعروف عادة باسم أشجار المعبد . يمكن لرئيس الوزراء استخدام نزل رئيس الوزراء كمقر إقامة لقضاء العطلة في مدينة نوارا إيليا . يقع مكتب رئيس الوزراء في سيريماثيبايا على شارع السير إرنست دي سيلفا ماواثا (المعروف سابقًا باسم طريق الزهور) في كولومبو.
في السنوات الأخيرة، تم استخدام أشجار المعبد أيضًا من قبل بعض رؤساء سريلانكا، مثل كوماراتونجا وراجاباسكا ، في حين اختار بعض رؤساء الوزراء مثل ويكرمسينغ البقاء في مقار إقامتهم الشخصية.

### السفر
بالنسبة للتنقل البري، يستخدم رئيس الوزراء سيارة رئيس الوزراء ، وهي سيارة مرسيدس بنز بولمان جارد (S600) مدرعة سوداء اللون . بالنسبة للسفر الجوي المحلي، يتم استخدام طائرات الهليكوبتر من سرب طائرات الهليكوبتر رقم 4 (VVIP/VIP) التابع للقوات الجوية السريلانكية، أما بالنسبة للسفر لمسافات طويلة، يتم استخدام الرحلات المنتظمة لشركة الخطوط الجوية السريلانكية.

### الحماية
تقليديا، كانت شرطة سريلانكا هي المسؤولة عن توفير الأمن لرئيس الوزراء. بعد إنشاء مكتب رئيس الوزراء في عام 1948، تم تعيين مفتش فرعي من قوة شرطة سيلان للحماية الشخصية لرئيس الوزراء، حتى قام س دبليو أر دي بطرد ضابط الحماية الشخصية الخاص به. أثناء اغتيال باندارانايكا، كان هناك شرطي واحد فقط يحرس مدخل مسكنه. بعد عملية الاغتيال، حظي رؤساء الوزراء المتعاقبون بحماية من الشرطة برئاسة مفتش مساعد. وقد تم استكمال ذلك من خلال مفرزة الأمن الميداني التابعة للجيش في أعقاب محاولة الانقلاب عام 1962 وأثناء تمرد جبهة التحرير الشعبية عام 1971. اليوم أصبحت إدارة أمن رئيس الوزراء مسؤولة عن أمن رئيس الوزراء.

### ترتيب الأسبقية
في ترتيب الأولوية في سريلانكا ، يأتي رئيس الوزراء بعد الرئيس ، ولكن قبل رئيس البرلمان.

## تاريخ
تم إنشاء منصب رئيس وزراء سيلان في عام 1947 ليحل محل المنصب الاستعماري للأمين العام لسيلان ، حيث حصلت سيلان على الحكم الذاتي مع تشكيل دومينيون سيلان بموجب توصيات لجنة سولبيري بموجب قانون استقلال سيلان لعام 1947 وأوامر مجلس سيلان (الدستور والاستقلال) لعام 1947. أصبح دي إس سينانياكي ، زعيم الحزب الوطني المتحد الذي تم تشكيله حديثًا، أول رئيس وزراء. وفي إطار مواصلة نطاق مهام السكرتير الأول السابق، احتفظ رئيس الوزراء بحقيبتي الشؤون الخارجية والدفاع بصفته وزيراً للخارجية والدفاع.
في عام 1972، عندما أصبحت سريلانكا جمهورية تغير اسم المنصب إلى رئيس وزراء سريلانكا. مع إنشاء النظام السياسي القائم على ويستمنستر، أصبح رئيس الوزراء هو رئيس الحكومة، وبالتالي كان يشغل أقوى منصب سياسي في البلاد في ذلك الوقت. وقد تغير هذا مع التغيير الدستوري في عام 1978، عندما تم إنشاء الرئاسة التنفيذية، مما جعل الرئيس رئيسًا للدولة ورئيسًا للحكومة . حتى عام 1978، كان رئيس الوزراء أيضًا وزيرًا للدفاع والشؤون الخارجية. يتم تعيين رئيس الوزراء من قبل الرئيس كعضو في مجلس الوزراء. في حالة خلو منصب الرئيس، يصبح رئيس الوزراء رئيساً بالوكالة حتى انعقاد البرلمان لانتخاب خليفة له أو إجراء انتخابات جديدة لانتخاب رئيس جديد. وكان هذا هو الحال مع فخامة الرئيس دينغيري باندا ويجيتونج . شغل زعيم الحزب الوطني المتحد رانيل ويكرمسينغ منصب رئيس الوزراء في ست مناسبات، في حين تم تعيين زعيم الحزب الوطني المتحد السابق دودلي سيناناياكي وزعيم حزب الحرية السريلانكي السابق سيريمافو باندارانايكا في المنصب أربع مرات وثلاث مرات على التوالي. مع إقرار التعديل التاسع عشر للدستور في عام 2015، مُنح رئيس الوزراء المزيد من الصلاحيات عند تعيين الوزراء وقيادة مجلس الوزراء.

## الأزمة الدستورية في سريلانكا 2018
في 26 أكتوبر 2018، تم تعيين الرئيس السابق ماهيندا راجاباكسا رئيسًا للوزراء من قبل الرئيس مايثريبالا سيريسينا، وأقال رئيس الوزراء الحالي رانيل ويكرمسينغ . رفض ويكرمسينغه قبول قرار الإقالة مؤكدا أنه غير دستوري، مما أدى إلى أزمة دستورية. في 3 ديسمبر 2018، أصدرت المحكمة أمرًا مؤقتًا يمنع ماهيندا راجاباكشا من تولي المنصب. في 16 ديسمبر 2018، أعيد تعيين رانيل ويكرمسينغ رئيسًا للوزراء، مما أنهى الأزمة.

## الأزمة الاقتصادية والسياسية في سريلانكا 2022
في مارس 2022، اندلعت احتجاجات مناهضة للحكومة في سريلانكا ردًا على سوء الإدارة الاقتصادية للبلاد، مما أدى إلى أسوأ أزمة اقتصادية في الدولة الجزيرة منذ الاستقلال. وألقى المتظاهرون باللوم على عائلة راجاباكسا، التي كانت تهيمن على السياسة في سريلانكا لعقود من الزمن، في عدم الاستقرار الاقتصادي في سريلانكا. في 9 مايو 2022، قدم رئيس الوزراء ماهيندا راجاباكسا خطاب استقالته وسط الاحتجاجات. بعد ثلاثة أيام، في 12 مايو 2022، عيّن الرئيس غوتابايا راجاباكسا السياسي المخضرم رانيل ويكرمسينغ رئيسًا للوزراء.
في 9 يوليو 2022، اقتحم المتظاهرون الأمانة الرئاسية، المقر الرسمي للرئيس وأشعلوا النار في المقر الشخصي لرئيس الوزراء رانيل ويكرمسينغ. سيؤدي هذا إلى إجلاء الرئيس غوتابايا راجاباكسا من سريلانكا في 13 يوليو 2022، وفي غيابه، تم تعيين رئيس الوزراء رانيل ويكرمسينغ رئيسًا بالنيابة بموجب المادة 37 (1) من دستور سريلانكا أثناء غيابه. استقال راجاباكسا رسميًا في اليوم التالي، وتم تعيين ويكرمسينغ رئيسًا بالنيابة. في 20 يوليو، انتخب البرلمان السريلانكي رانيل ويكرمسينغ رئيسًا لسريلانكا. بعد يومين، في 22 يوليو، عيّن ويكرمسينغه دينيش جوناواردينا رئيسًا لوزراء سريلانكا.